# 当维尔
当维尔（法語：Damville，法語發音：[dɑ̃vil]）是法国厄尔省的一个旧市镇，属于埃夫勒区。2016年1月1日，当维尔和相邻的另外5个市镇合并成为了伊通河畔梅尼勒（Mesnils-sur-Iton），当维尔为政府驻地。

## 地理
当维尔（48°52'11"N, 1°4'29"E）面积11.74 平方千米，位于法国诺曼底大区厄尔省，该省份为法国北部内陆省份，北起滨海塞纳省，西接奧恩省和卡爾瓦多斯省，南至厄尔-卢瓦省，东临瓦兹省、瓦兹河谷省和伊夫林省。
当维尔的时区为UTC+01:00、UTC+02:00（夏令时）。

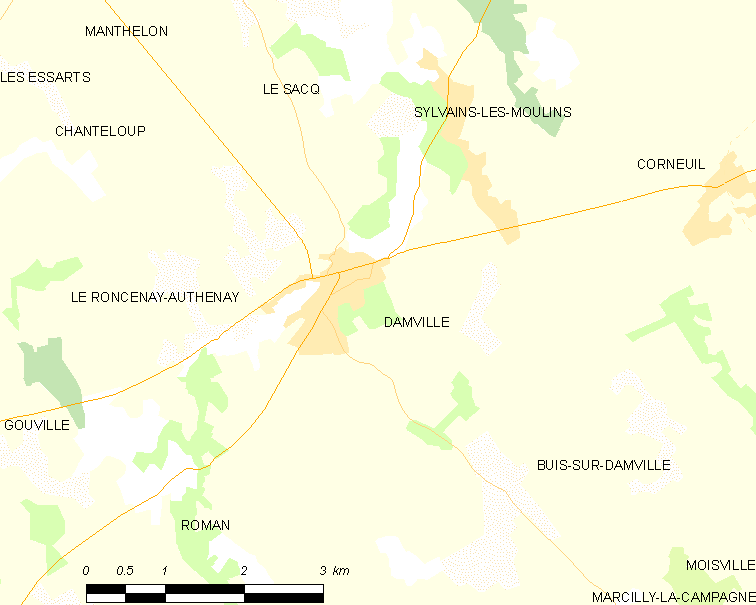
当维尔的OSM定位图

## 行政
当维尔的邮政编码为27240、27160，INSEE市镇编码为27198。

## 政治
当维尔所属的省级选区为阿夫尔河和伊通河畔韦尔讷伊县。

## 人口

1962-2008年间当维尔人口变化图示

当维尔于2015时的人口数量为2068人。